# Chemamull

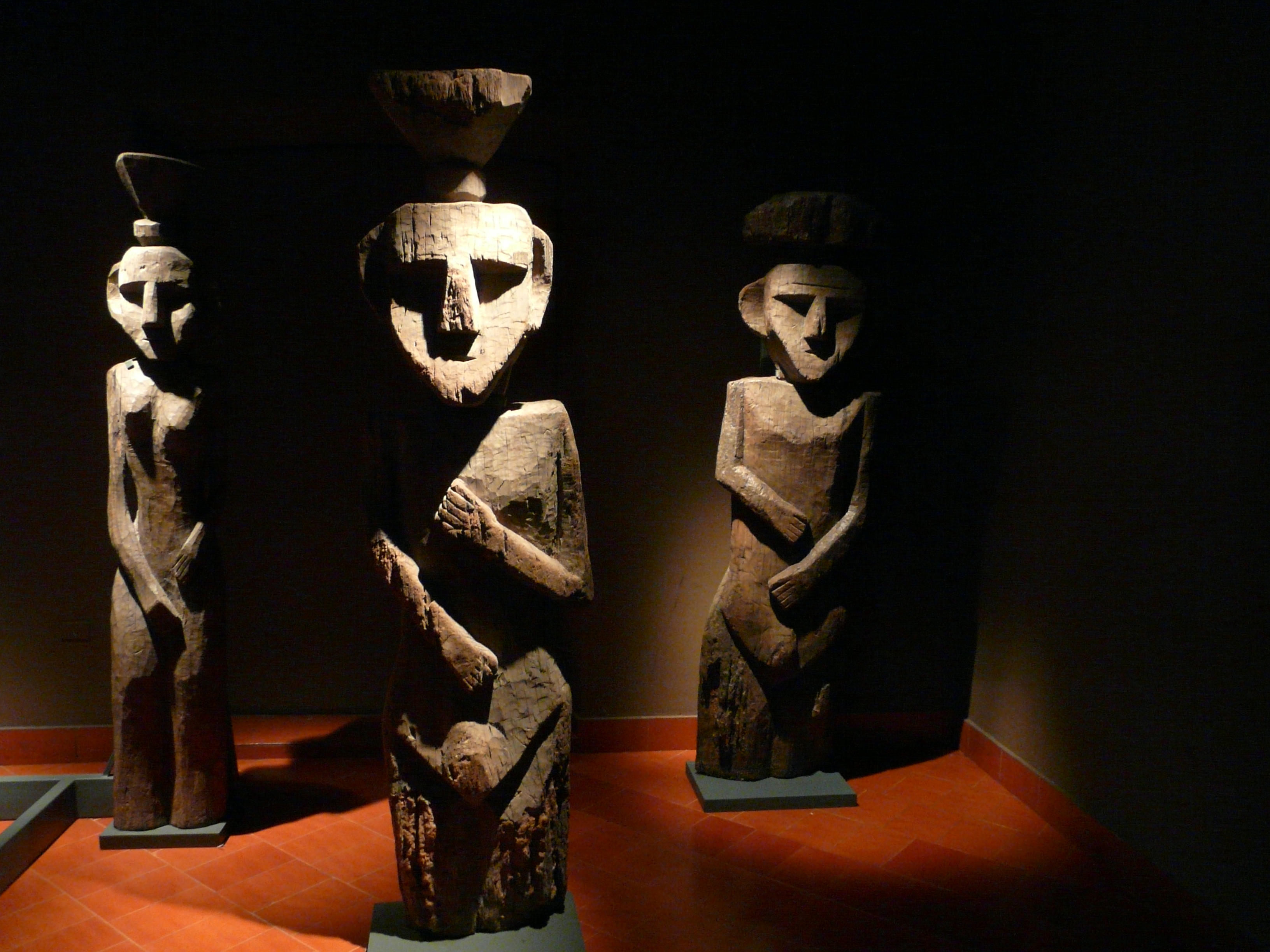
Dei chemamull nel Museo d'arte Precolombiana del Cile.

I Chemamull o Chemamüll (letteralmente "persone di legno", dal Mapudungun che "persona" e mamüll "legno") sono delle statue lignee realizzate dal popolo Mapuche per localizzare la tomba di un deceduto e per i riti funebri.

## Descrizione

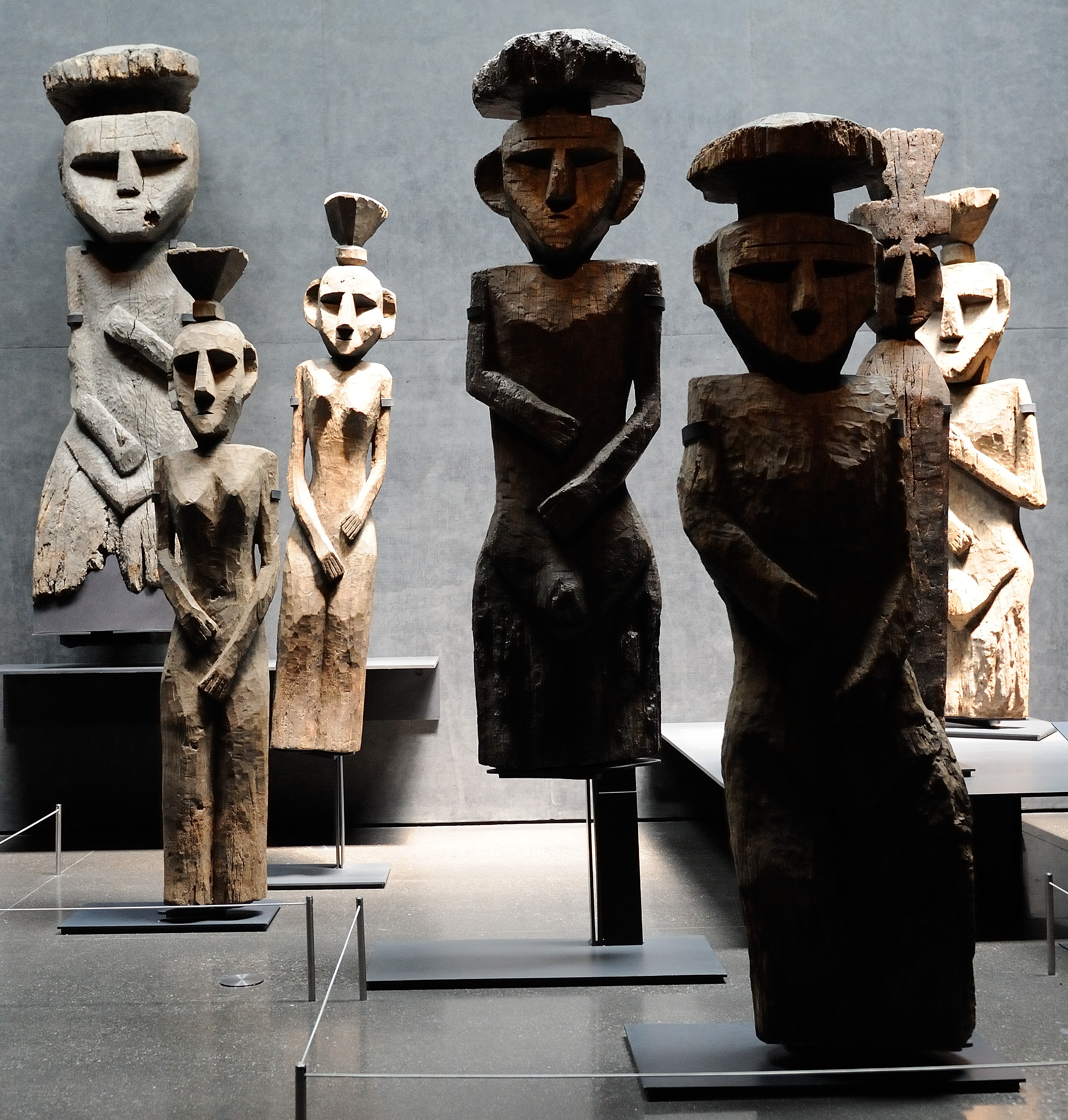
Vari chemamull esposti al Museo d'arte precolombiana del Cile, a Santiago.

I chemamull sono delle statue in legno intagliato, spesso alte più di due metri, che rappresentano un corpo umano stilizzato. Le statue possono avere delle caratteristiche fisiche maschili o femminili. Spesso le statue sono raffigurate con le braccia incrociate sul petto. I Mapuce utilizzavano tronchi interi di quercia della Patagonia (Nothofagus obliqua) o di alloro cileno (Laurelia sempervirens).
In epoca precolombiana lo scopo dei chemamull era molto simile a quello delle lapidi. Secondo le testimonianze nei libri, i chemamull aiutavano l’anima del defunto a riunirsi con i suoi antenati. Durante il funerale la statua lignea rimaneva accanto al defunto e poi veniva eretta sopra la sua tomba. L'altare utilizzato dai Mapuce per le cerimonie, dove sarebbe stato posto il chemamull, si chiamava rehue.